# Tebe-Tebe (Tanz)

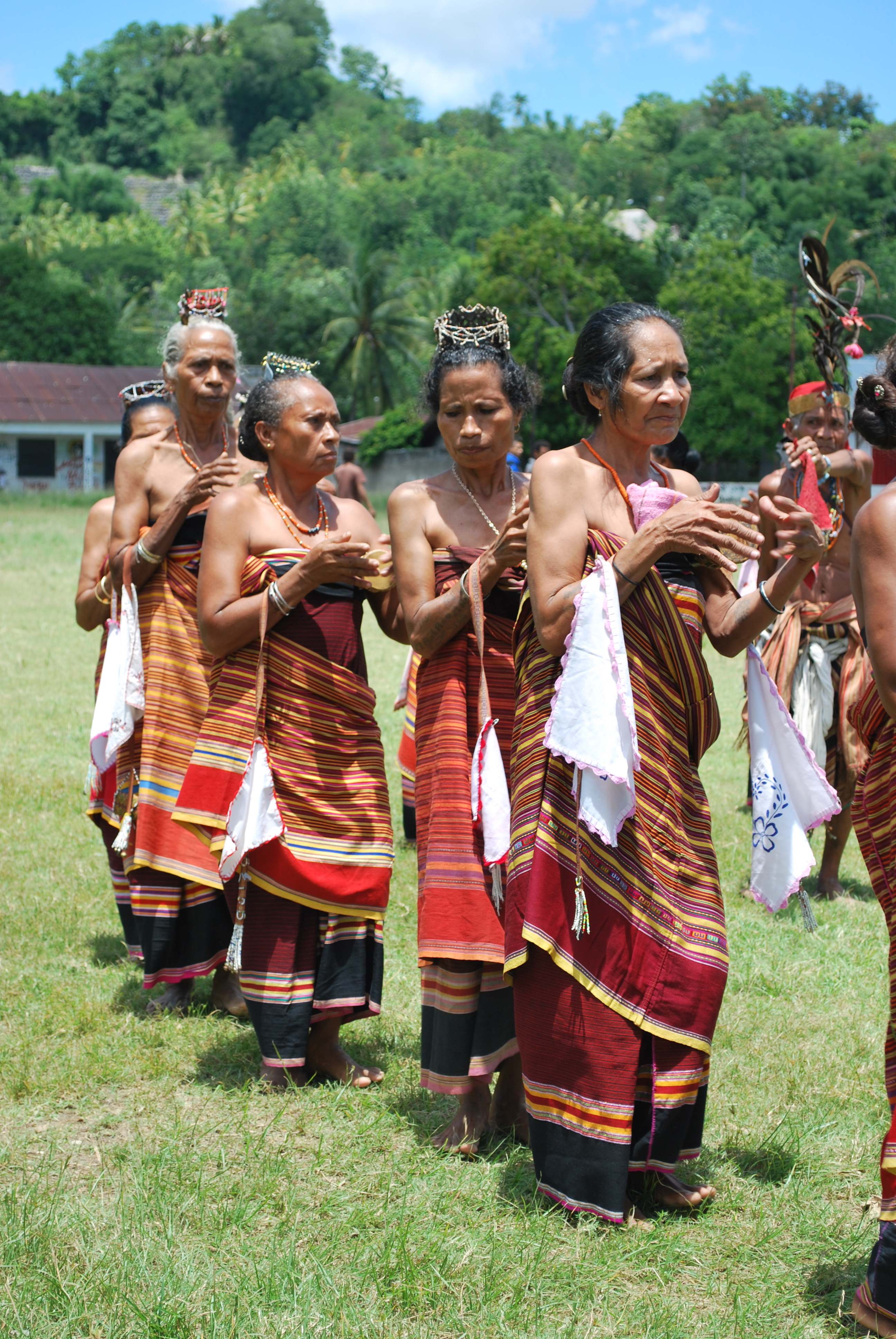
Tänzerinnen in Viqueque, Osttimor

Der Tebe-Tebe (auch Tebedai oder Tebe Dahur, in Indonesien Tebe) ist ein Tanz in Osttimor und in den Regierungsbezirken Belu und Malaka im indonesischen Teil von Westtimor.
Der Tanz wird von allen Ethnien Osttimors zelebriert. Die Bewohner Beluss und Malakas gehören in ihrer Mehrheit zu Ethnien, die auch in Osttimor leben (Zum Beispiel Tetum, Bunak und Kemak). Man tanzt ihn zu traditionellen Festlichkeiten (zum Beispiel Hochzeitsempfängen) und kulturellen Veranstaltungen. Teilnehmen tun sowohl Einheimische als auch Gäste des Dorfes. Man begrüßt mit dem Tanz Gäste, festigt Freundschaften und findet Partner. Moralische Botschaften sind Teil der gesungenen Reime, wobei junge Leute auch mal unanständige Texte singen. Es gibt verschiedene Varianten. Der Tebe Bot wird von Erwachsenen bei Zeremonien die ganze Nacht hindurch getanzt. Morgens gibt es für die Tänzer Sopi beziehungsweise Tuak, einen starken Palmwein. Ebenso über Nacht tanzen den Tebe Kiik Kinder bis zum Teenageralter. Ipi Lete oder Sama Hare sind Varianten, die zur Reisernte aufgeführt werden.
Zehn bis zwanzig Männer und Frauen tanzen zusammen im Kreis mit gleichzeitigen Links- und Rechtsbewegungen sowie Vorwärts- und Rückwärtsbewegungen. Dazu spielen die Tänzerinnen Handtrommeln, die Babadok genannt und über die Schulter gehängt werden.

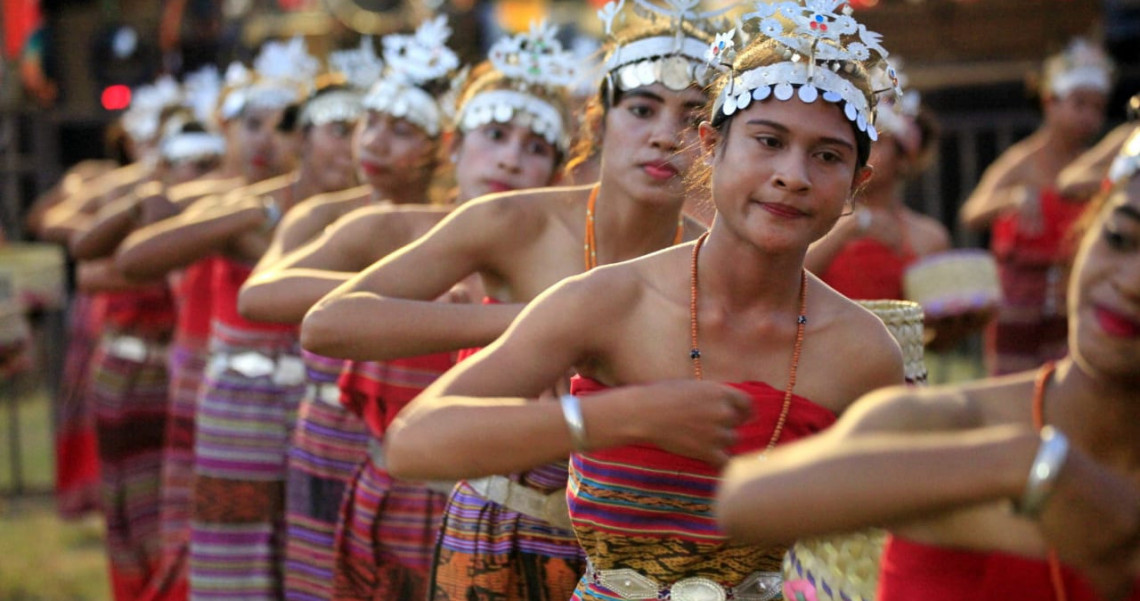
Tebe-Tänzerinnen in Atambua, Westtimor
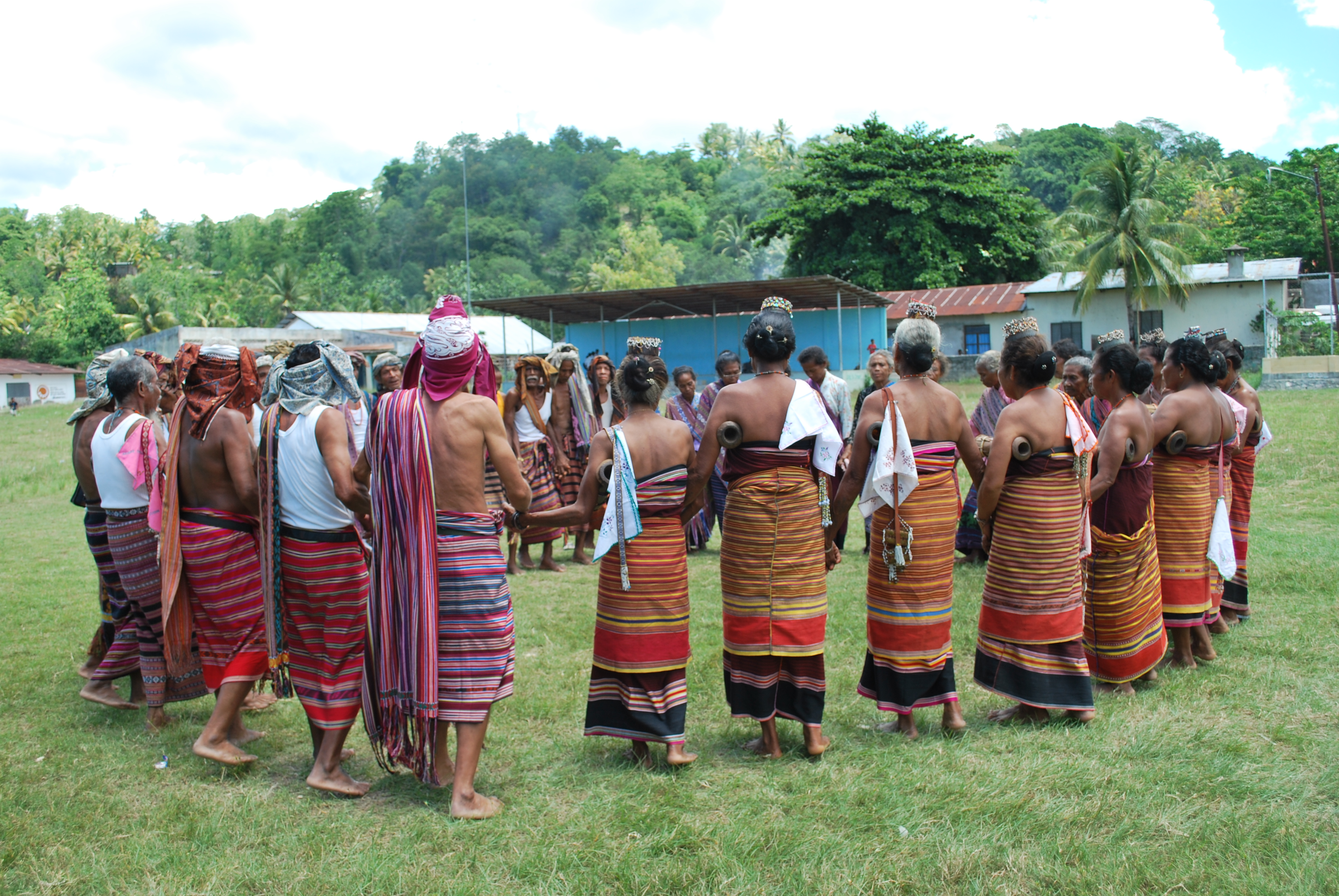
Männer und Frauen beim Tebedai in Viqueque
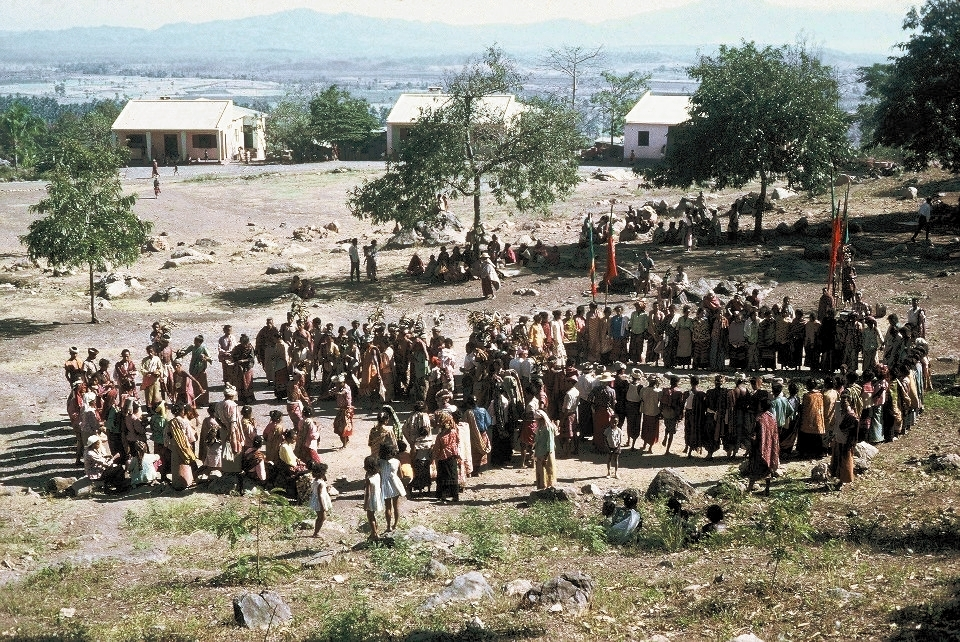
Tebe-Tanzkreis in Maliana (Osttimor)
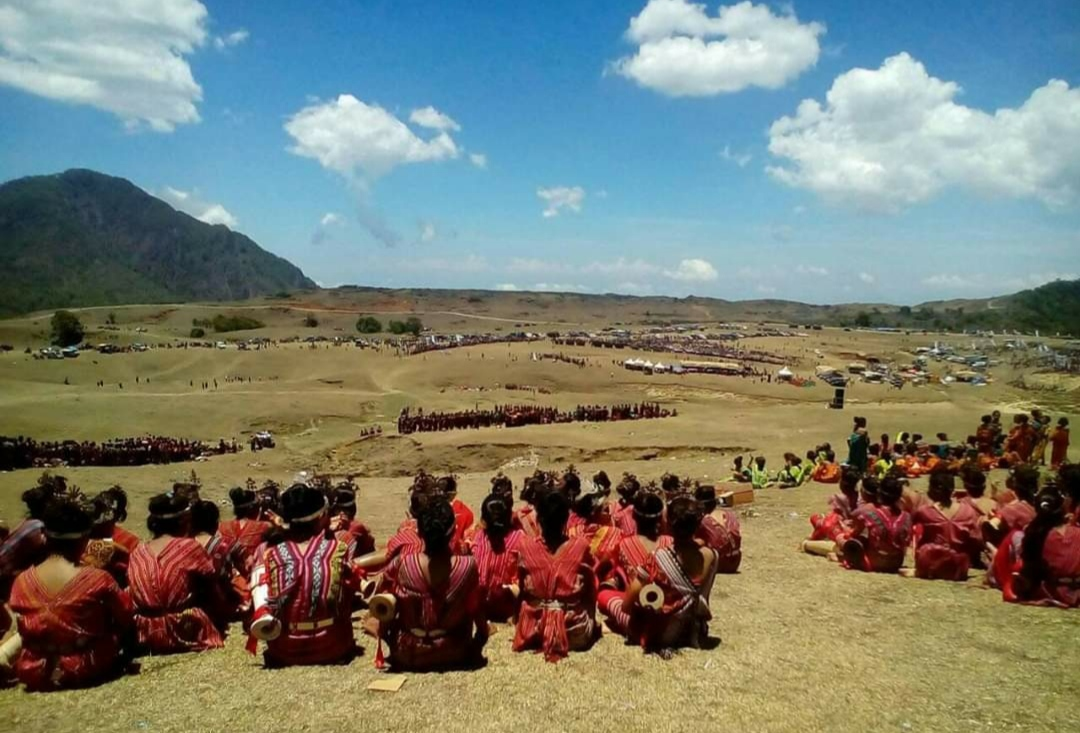
Am Ende des Tanzes setzt man sich zusammen mit gekreuzten Beinen (Westtimor)
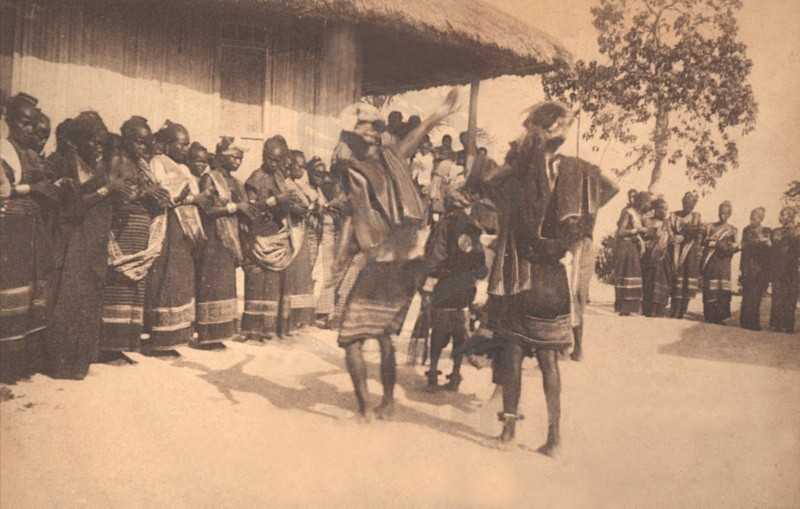
Tebedai in Portugiesisch-Timor (vor 1945)